# 진안읍
진안읍(鎭安邑)은 진안군의 군청 소재지이며, 금강과 섬진강의 양 사면의 분수계에 위치하고 북으로 용담, 장수, 서로 전주, 동으로는 경남의 안의 등지에 달하는 교통의 요충지이다. 그러나 국도 제26호선과 새만금포항고속도로를 제외하고는 도로가 좁고 험하다. 콩, 조, 보리, 담배, 닭, 누에고치 등의 농산물을 생산한다. 군내에는 마이산, 우화정, 반일암, 만인동 모정, 천황사, 고림사, 용담야마계 등이 있으며 여름 한 계절의 피서지로 알맞은 곳이다.

## 법정리
- 가림리
- 가막리
- 군상리
- 군하리
- 구룡리
- 단양리
- 물곡리
- 오천리
- 연장리
- 반월리
- 정곡리
- 운산리
- 죽산리

## 주요 기관

### 관공서
- 진안군청
- 진안읍사무소
- 무진장소방서 진안 119 안전센터
- 진안경찰서
  - 진안경찰서 마이지구대
- 전주지방법원 진안군법원
- 전북특별자치도진안교육지원청
- 북전주세무서 진안지서

### 학교
- 진안초등학교
- 진안중앙초등학교
- 오천초등학교
- 진안중학교
- 진안여자중학교
- 진안제일고등학교
- 한국기술부사관고등학교
- 한국한방고등학교

### 문화시설
- 마이골작은영화관

## 아파트
- 군상주공 1단지 - 1998년 3월 입주 / 우신건설
- 군상주공 2단지 - 2000년 9월 입주 / 보성중공업

### 의료 기관
- 진안군보건소

## 교통

### 버스
- 진안시외버스터미널

### 도로
- 새만금포항고속도로 진안 나들목
- 국도 제26호선
- 국도 제30호선
- 지방도 제795호선